# Station Enkhuizen
Station Enkhuizen (afkorting Ekz) is het spoorwegstation in de Westfriese stad Enkhuizen. Het station dateert uit 1885 en is gelegen aan de in datzelfde jaar geopende spoorlijn (Zaandam –) Hoorn – Enkhuizen.
Het gebouw is uitgevoerd als kopstation en werd in op 6 juni 1885 geopend, tegelijk met de ingebruikname van de spoorlijn tussen Hoorn en Enkhuizen. Het ligt aan het water, naast de kade waar de veerboot van de Veerdienst Enkhuizen - Stavoren naar Stavoren in Friesland aanlegde. In de eerste helft van de twintigste eeuw werden vanaf hier ook goederenwagons verscheept, de HIJSM onderhield een dagelijkse verbinding door middel van een stoompont.
De bootverbinding Enkhuizen – Stavoren was een essentiële schakel in de rechtstreekse spoorverbinding tussen Amsterdam en Leeuwarden. Deze lijn werd tot de samenvoeging van de Hollandsche IJzeren Spoorweg-Maatschappij (HSM) en Maatschappij tot Exploitatie van Staatsspoorwegen (SS) tot NS in 1917 in concurrentie geëxploiteerd met de verbinding via Zwolle van de NCS (Nederlandsche Centraal-Spoorweg-Maatschappij) en SS. Na de fusie en het gereedkomen van de Afsluitdijk nam het belang van de verbinding via Enkhuizen – Stavoren sterk af en bleef het lokale en het toeristische, seizoensgebonden vervoer over.
In samenwerking met de museumstoomtram Hoorn-Medemblik vertrekt sinds de jaren zeventig vanaf de aanlegplaats naast het station een toeristische bootverbinding met Medemblik, die deel uitmaakt van de z.g. 'Historische Driehoek'. Sinds 2002 onderhoudt het MS Friesland, een oude veerboot van Rederij Doeksen, deze bootverbinding.
Vanwege zijn bijzonder fraaie architectuur is er een miniatuurversie van het station te vinden in Madurodam.

## Treinen
| Serie | Treinsoort     | Route | Bijzonderheden |
| ----- | -------------- | --- | --- |
| 2900  | Intercity (NS) | Enkhuizen – Hoorn – Amsterdam Centraal – Utrecht Centraal – 's-Hertogenbosch – Eindhoven Centraal – Weert – Roermond – Sittard – Maastricht | Rijdt van maandag t/m donderdag in de vroege ochtend en in de avonduren en rijdt van vrijdag t/m zondag de hele dag en vervangt dan Intercity 3900 tussen Enkhuizen en Amsterdam Centraal en intercity 2700 tussen Amsterdam Centraal en Maastricht.                                                                           |
| 12900 | Intercity (NS) | Enkhuizen – Hoorn – Amsterdam Centraal | Stopt niet in Zaandam. Rijdt enkel eenmaal op de vroege zaterdagochtend en rijdt als IC door richting Nijmegen. Rijdt niet richting Enkhuizen |
| 3700  | Intercity (NS) | Amsterdam Centraal – Purmerend – Hoorn – Enkhuizen                                                                                          | Stopt niet in Zaandam. Rijdt alleen in de spits in de spitsrichting, rijdt niet op vrijdag. |
| 3900  | Intercity (NS) | Enkhuizen – Hoorn – Amsterdam Centraal – Utrecht Centraal – 's-Hertogenbosch – Eindhoven Centraal – Weert – Roermond – Sittard – Heerlen    | Stopt niet in Zaandam. Rijdt in de avonduren en van vrijdag t/m zondag de hele dag enkel tussen Eindhoven Centraal en Heerlen. Wordt in de avonduren en van vrijdag t/m zondag de hele dag vervangen door intercity 2900. Rijdt van maandag t/m donderdag in de avonduren enkel tussen Sittard en Heerlen en rijdt dan 1x/uur. |

Aan de dagranden wordt dit station soms ook bediend door de volgende treinserie:
| Serie | Treinsoort    | Route                                                                            | Bijzonderheden |
| ----- | ------------- | -------------------------------------------------------------------------------- | -------------- |
| 4100  | Sprinter (NS) | Hoofddorp – Schiphol Airport – Zaandam – Purmerend – Hoorn – Hoorn Kersenboogerd |                |

## Bussen
Bij de ingang van station Enkhuizen is een klein busstation. Het busvervoer rond Enkhuizen wordt verzorgd door Connexxion in opdracht van de provincie Noord-Holland. Enkhuizen valt dan ook onder het concessiegebied "Noord-Holland Noord". Bij het station begint en eindigt sinds de dienstregeling 2009 slechts één buslijn. Aanvankelijk was dit stadslijn 38, vanaf 2016 buurtbuslijn 438, die nu doorrijdt naar station Bovenkarspel-Grootebroek en Andijk. Bus 150 naar Lelystad is met ingang van de dienstregeling 2009 opgeheven; voor de leerlingen van de gereformeerde scholengemeenschap in Kampen rijdt nu enkel nog lijn 650 (eenmaal per schooldag per richting).
| Lijn | Route                                                                                            |
| ---- | ------------------------------------------------------------------------------------------------ |
| 438  | Enkhuizen Kweekwal - Enkhuizen Station - Bovenkarspel - Andijk Middenweg                         |
| 650  | Wervershoof Raadhuisplein - Andijk - Bovenkarspel - Enkhuizen Station - Lelystad Station Centrum |

## Afbeeldingen

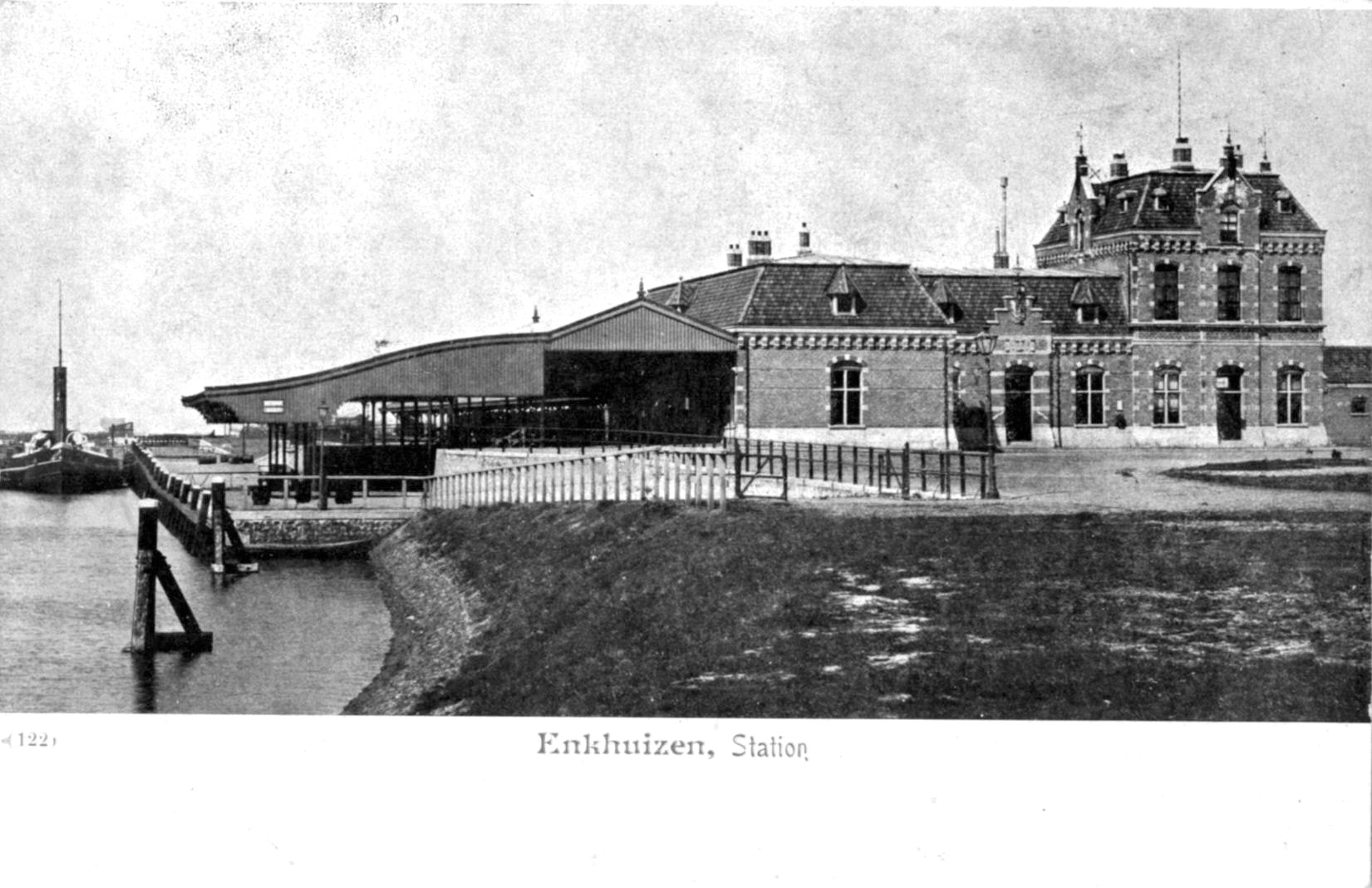
Station Enkhuizen; circa 1900. Collectie van het Utrechts Archief
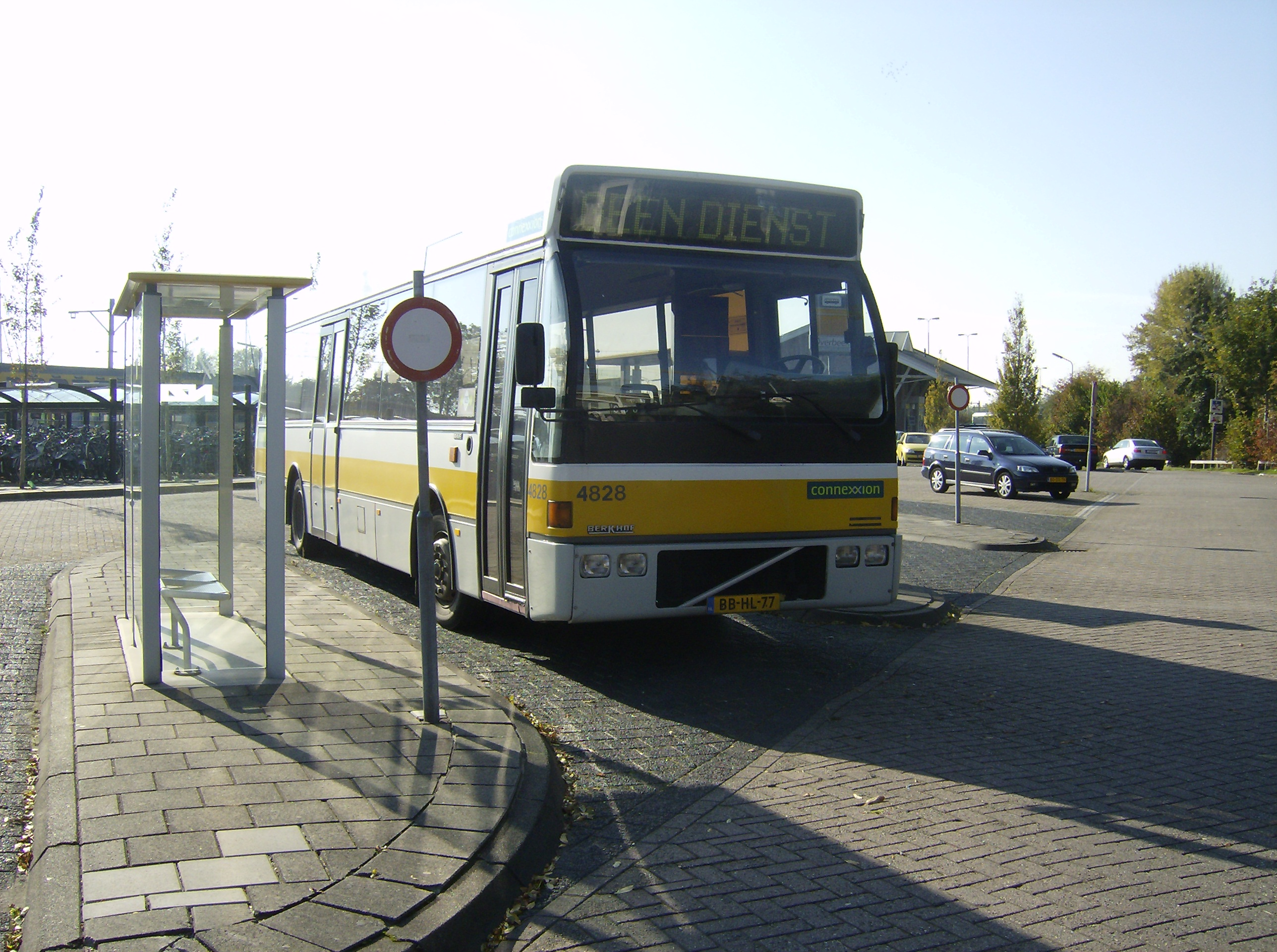
Busstation in 2007
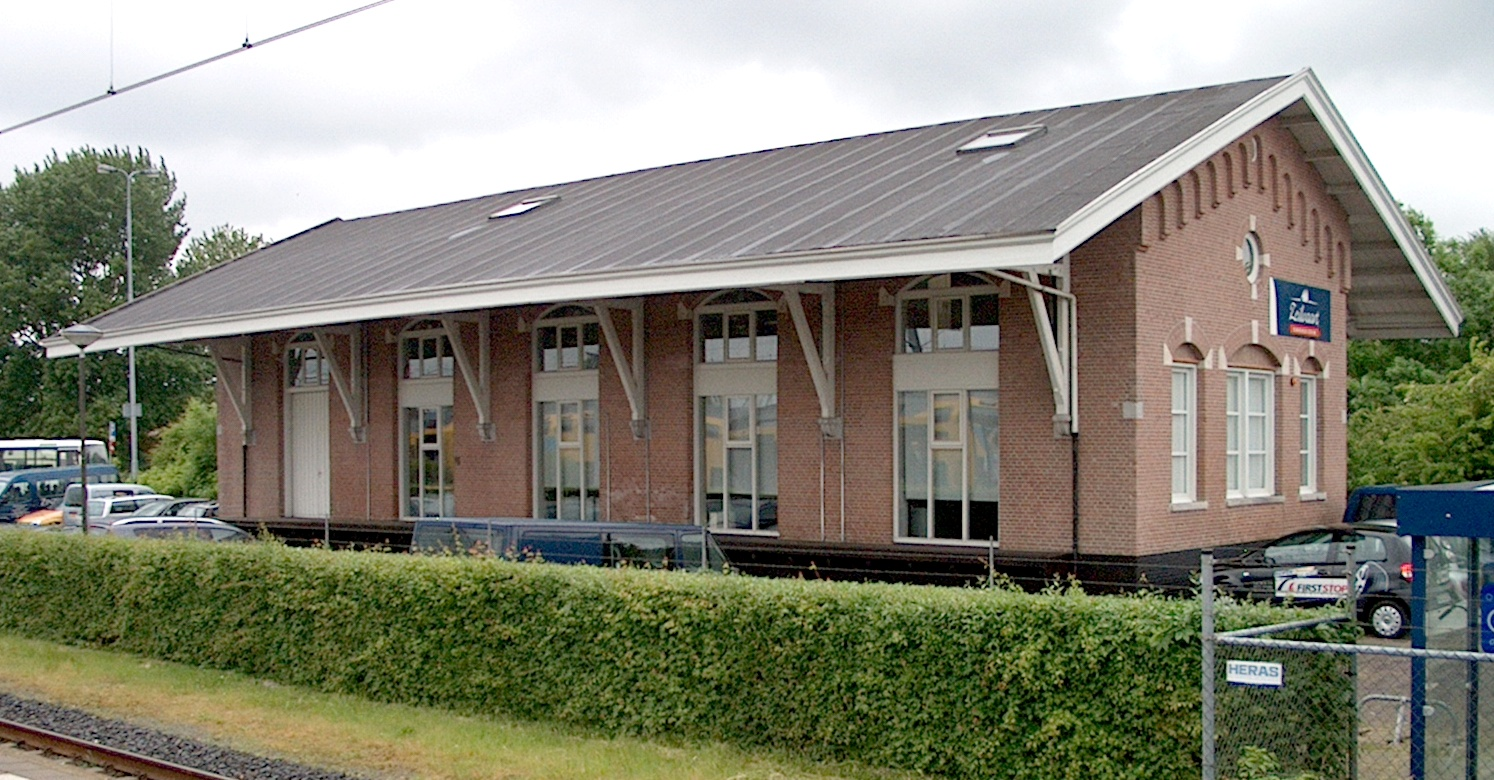
Voormalige goederenloods van Van Gend & Loos
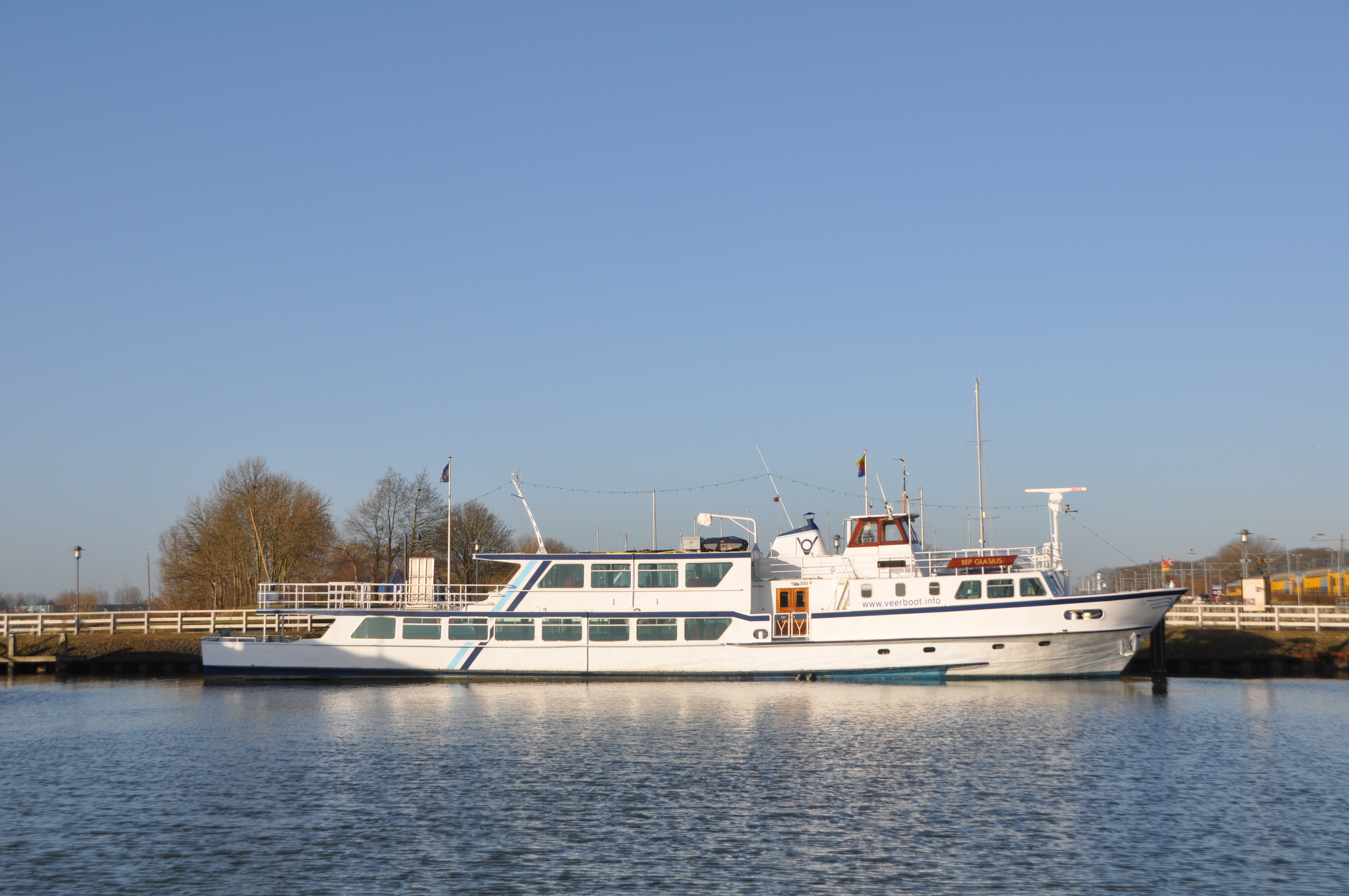
Bep Glasius naast station in 2012
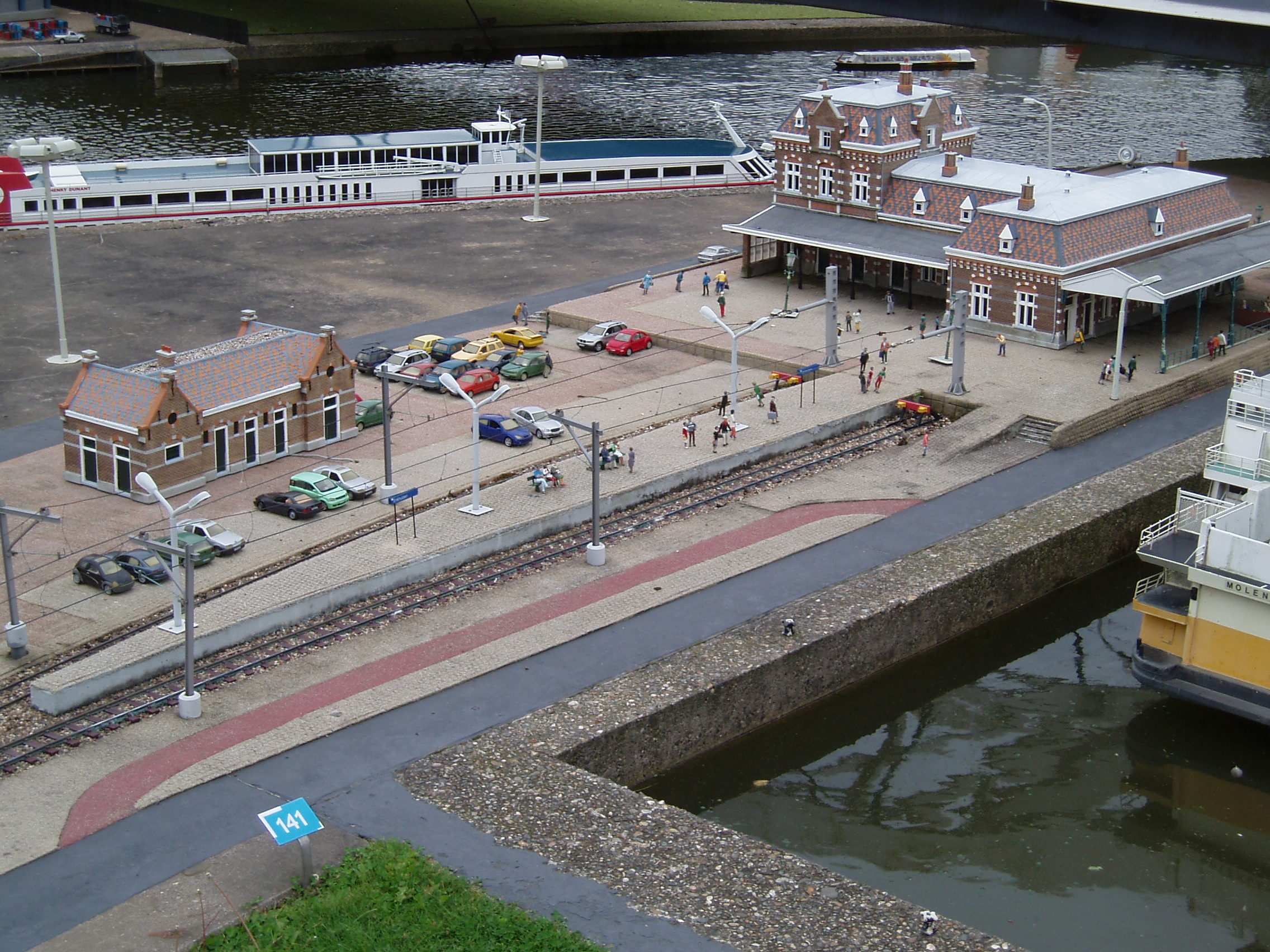
Miniatuurversie van het station in Madurodam
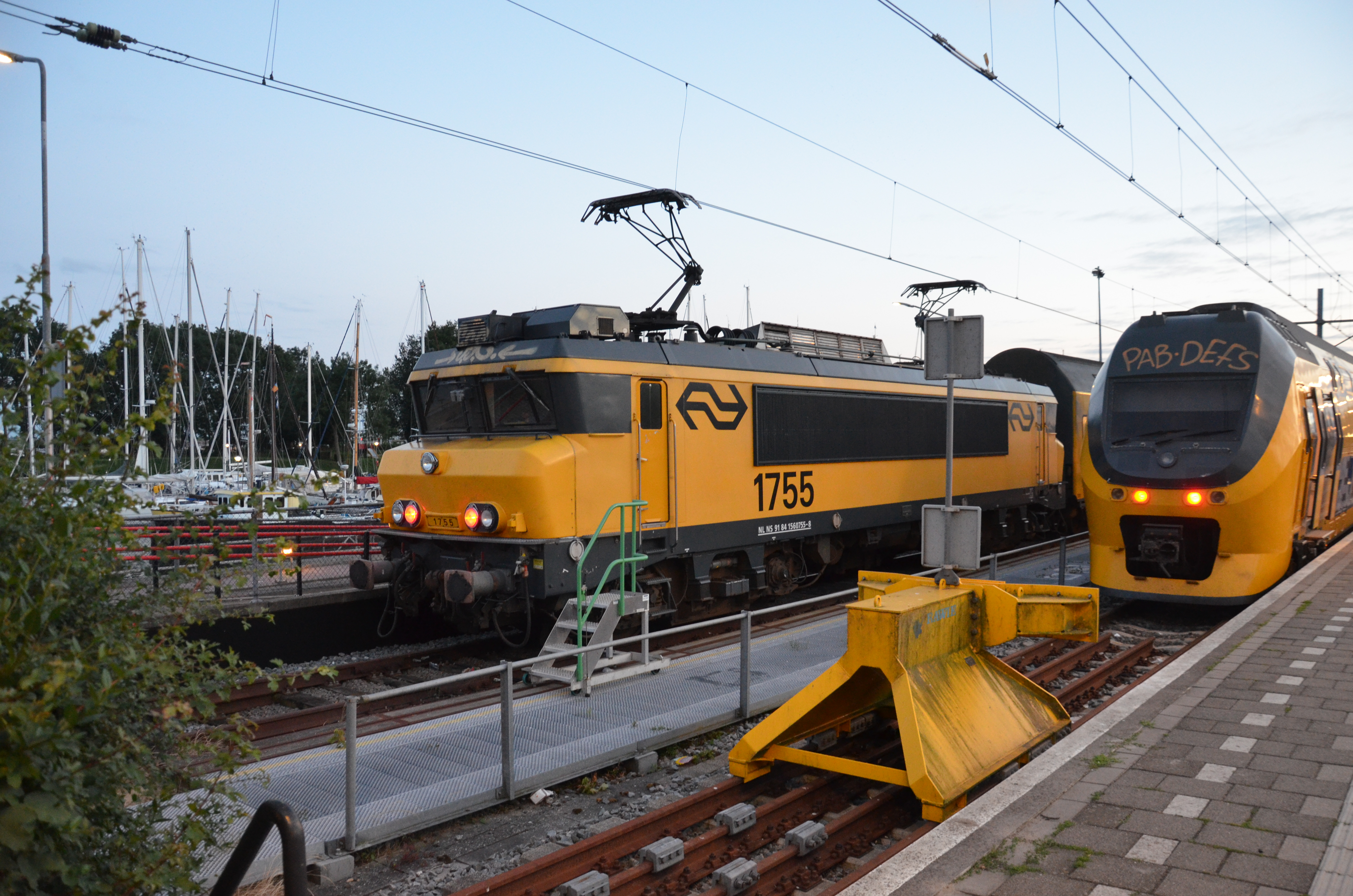
Twee intercity's op het station